# 한국의 선교
한국의 선교(仙敎)는 한반도의 고유 종교이다. 상고시대부터 시작된 선교는 신시배달과 고조선 · 삼국 · 조선시대의 제천의식(祭天儀式)과 선도(仙道)를 수행하는 선풍(仙風)으로 이어져 오다가, 1997년 취정(聚正) 박광의 원사가 환인(桓因)을 섬기는 "한민족고유종교 선교(仙敎)를 중창"하고. "선교종단(仙敎宗團)을 설립"하여. "대한민국의 종교"로 등록되었다.

## 한국의 선교 현황
한국의 선교(仙敎)를 중국의 도교(道敎)나 무속(巫俗)과 유사한 것으로 이해하는 경향이 있었으나, 선교종단(仙敎宗團)의 선교경전 및 선교정기간행물 출판 보급을 통하여 한국 선교의 역사를 알림으로써 선교(仙敎)는 한민족고유종교로 인식되기 시작했다. 2017년 현재 선교(仙敎)는 전국에 7교구 33교당과 12,942명의 신도가 있으며. 재단법인선교(仙敎) · 선교종단보존회 · 선교총림선림원 · 선교문화예술보존회로 형성된 선교종단이 정부에 등록되어 있다.

## 한국 선교의 역사
선교(仙敎)는 환인을 신으로 모신 것에서 시작되어, 환웅(桓雄)의 신시배달국의 제천(祭天), 단군조선(檀君朝鮮)의 건국이념인 홍익인간(弘益人間)으로 계승되었다. 그 후 부여(夫餘)의 영고(迎鼓), 고구려(高句麗)의 동맹(東盟), 예(濊)의 무천(舞天) 등 제천의식과 신라 화랑의 명산대천 기도와 팔관회, 고종 34년에 세운 원구단(圓丘壇), 태백산 천제단(天祭壇), 마니산 참성단(塹星壇), 대한민국 임시정부가 국경일로 정한 개천절(開天節)은 모두 선교(仙敎)의 선풍(仙風)을 이은 것이다. 이렇듯 상고시대의 하늘 교화와 고조선의 건국이념 이후, 선풍으로 이어진 한국 고대선교(古代仙敎)의 역사(仙史)는 현대에 이르러 환인(桓因)을 한민족의 하느님으로 섬기며 선도를 수행하는 선교종단(仙敎宗團)으로 계승되었다.

문헌으로 확인하는 한국 선교의 역사

### 《동국고대선교고》
"우리나라의 역사를 살펴보면 선교仙敎는 우리 고대에 성행하였던 것이다.
당시의 서적들이 흩어지고 없어져서 그 원류(原流)를 찾아보기 어렵게 되었기 때문에, 혹자는 이를 중국의 도교(道敎)가 우리나라에 들어온 것으로 인식하고 있지만. 여러 방면으로 참고하여 보건대, 이것은 우리나라에 본래부터 있었던 것이지 중국에서 건너온 것이 아니라는 증거들은 사실 매우 많다. 천선(天仙), 국선(國仙), 대선(大仙) 등의 명칭이 삼국 이전 및 삼국 초에 여러 번 나타나는데, 도교의 경전(經傳)은 고구려 영류왕(榮留王)때에 처음 전래된 것이 그 하나一이다. 도교가 우리나라에 들어온 것은 불교가 들어온 이후이지만, 선교(仙敎)는 불교가 수입되기 이전부터 있었다는 것이 그 둘二이다. 도교는 노자(老子)로부터 시작되었는데, 기년아람(紀年兒覽) 이만운(李萬運) 1736~? 조선 영조 때에 아동교육용으로 편찬한 역사책* 이란 책에서는 단군(檀君)을 천선(天仙)이라 칭하였으며, 삼국사에서는 단군을 선인(仙人)이라 칭하였으니, 단군과 노자의 선후(先後)를 한번 계산해 보라, 단군은 천 수 백년 이전 사람이고 노자는 천 수 백년 이후 사람인데, 천 수 백년 이전 사람이 어찌 천 수 백년 이후 사람이 창교(創敎)한 교(敎)를 수입할 수 있겠는가. 이것이 어불성설(語不成說)이라는 것이 그 셋三이다.  선교(仙敎)가 만일 삼국시대의 임금(人君)이 중국으로부터 수입한 것이라면, 동명성왕과 대무신왕(大武神王)도 저 중국의 한 무제(武帝), 선제(宣帝)와 같이 방사(方士)(:도교에서 신선술神仙術을 수련하는 사람)를 바다로 보내어 불사약不死藥을 구하였을 것이며, 명림답부(明臨答夫)와 김유신(金庾信)도 저 장량(張良), 이비(李泌)처럼 벽곡(辟穀)(:수련법의 하나로, 곡식은 먹지 않고 솔잎, 대추, 밤 등을 생식하며 사는 것)을 하고 도인술(導引術)(:도가道家에서 신선이 되기 위한 양생법의 하나)을 배웠을 텐데, 그런 일이 없었다는 것이 그 넷四이다. 도교에는 천사(天師), 진인(眞人)과 같은 봉작(封爵)이 있지만, 이것은 당(唐), 송(宋) 이후부터 비로소 시작된 것일 뿐만 아니라 또한 단지 재초(齋醮)(:불교나 도교의 제사) 등을 주관 할 뿐이고 정치상 어떤 실권도 없는 것이지만, 고구려, 백제의 조의(皂衣), 대선(大仙) 등은 그 권력이 당시 왕과 유사하여 서양 고대의 예수교의 대사제(大司祭)와 같았다는 것이 그 다섯五이다. 중국의 도교는 세상을 피하여(避世) 사는 것을 숭상하는 교(敎), 죽음을 겁내어(畏死) 오래 사는 길을 추구하는 도(道)이다. 그러므로 제왕의 자리에 있는 자가 이 교를 믿으면 만승(萬乘)의 자리를 마치 뱀이 허물을 벗듯이 벗어버리고 밝은 대낮에 승천(昇天)하기를 추구하며, 사민(士民)이 이 교를 믿으면 산에 들어가 금단(金丹)(:선단仙丹. 신선이 만든다고 하는 장생불사의 영약)을 연마하였다. 그러나 우리의 선교(仙敎)는 그렇지 않았다. 명림답부는 대선(大仙)이었지만 폭군(次大王)을 폐하고 외구(外寇)(:공손도)를 물리 쳤으며, 바보온달(愚溫達)은 대형大兄(:즉 仙人)이었으나 선비(鮮卑)를 물리쳐 강토를 개척하였고, 또 신라와 싸우다 죽었으며, 김유신(金庾信)은 국선(國仙)이었으나 중악(中岳)에 들어가 나라를 위하여 기도하고 고구려, 백제를 멸하였으며, 김흠순(金欽純), 김인문(金仁問)은 선도(仙徒)였으나 모두 전쟁터에 나가서 싸웠던 명장(名將)들이었으며, 관창(官昌), 김영윤(金令胤), 김흠운(金歆運)도 역시 선도(仙徒)였으나 나라를 위하여 죽는 것을 당연한 것으로 여겼다는 것이 그 여섯六이다.
최고운崔孤雲(:최치원)의 〈난랑비서〉(鸞郞碑序)에서 이르기를 “우리나라에는 현묘(玄妙)한 도(道)가 있었으니, 선교(仙敎)(:風流)가 그것이다 國有玄妙之道, 仙敎(風流)是已” 라고 하였고, 또 이르기를 “이 교를 창설한 내력은 선사(仙史)에 자세히 밝혀져 있다 設敎之源 詳備於仙史” 라고 하였다. 아, 슬프다. 만약 선사가 지금까지 전해오는 것이 있다면 민족 진화(進化)의 원리를 연구하는 데 큰 재료가 될 뿐만 아니라, 동양 고대의 여러 나라에는 보통의 역사만 있고 종교, 철학 등 전문사(專門史)는 없는데, 유독 선사(仙史)는 우리나라만 가지고 있는 종교사 이므로 사학(史學)상 일대 광채(光彩)를 낼 수 있었을 텐데, 애석하구나, 그 책이 지금까지 전해지지 못함이.
고기古記에서는 기록하기를, 환인桓因이 그 아들 환웅桓雄을 내려 보내어, 그가 따르는 무리 3천명을 거느리고 태백산太白山에 내려오니, 이가 곧 환웅천왕桓雄天王이다. 환웅천왕이 인간세상의 길흉화복을 주재主宰하며 아들 단군檀君을 낳았다고 하였다. 기년아람(紀年兒覽)에서는 이르기를 환인(桓因)은 하늘天이요, 환웅(桓雄)은 신(神)이라고 하였다. 환인, 환웅, 단군은 소위 삼신(三神)(:또한 삼성이라고도 한다)이고, 삼신(三神)은 즉 선교(仙敎) 창립의 비조이다. 그 의의는 대략 예수교의 삼위일체(三位一體)나 불교의 삼불여례(三佛如來)와 같은 것이다. 묘향산(妙香山)에는 단군굴(檀君窟)이 있고, 금수산(錦繡山)에는 동명왕의 기린굴(麒麟窟)이 있으며, 석다산(石多山)에는 을지문덕굴(乙支文德窟)이 있으며, 중악산中岳山에는 김유신굴(金庾信窟)이 있으니, 단군시대는 문헌이 없고 매우 오랜 옛날이어서 고찰하기 어렵지만, 삼국시대라면 결코 우리 민족이 혈거穴居하던 시대는 아닐 것이다. 또한 을지문덕, 김유신 양공兩公은 경천위지經天緯地의 대인물이거늘 무슨 이유로 굴에서 지낸 일이 있는가? 생각건대. 이는 석가(釋迦)의 영산(靈山)과 마호메트의 동굴(洞窟)과 같이 선교도(仙敎徒)가 심술(心術)을 수련할 때 반드시 굴속에 들어가서 하였기 때문일 것이다. 대저 이 선교(仙敎)는 삼국시대에는 불교와 격렬한 경쟁을 하였었다. 그러므로 불교가 처음 수입되자 신라의 군신(君臣)들이 모두 그것을 이도(異道)라고 배척하였으며 신라 말 고려 초에 불교가 대성(大盛)하게 되자 마침내 선교(仙敎)는 멸절(滅絶)하였다. 이는 중고(中古)의 역사상 일대 연구해 볼만한 가치가 있는 것이거늘, 이를 모두 모호하게 간과해 버렸기 때문에 순암(順庵) 안정복(安鼎福)은 동사강목(東史綱目)에서 선교(仙敎)의 시말(始末)의 알기 어려움을 탄식하였던 것이다. 고서적(古書籍)의 흩어지고 없어짐을 한恨하며 옛 사가들이 노망(魯莽)을 안타깝게 여겨 이에 관한 기록들을 각 서적들 중에서 뽑아 역사를 읽는 자들이 참고할 수 있도록 제공하는 바이다.

### 《삼국유사》
"古記云 昔有桓因 謂帝釋也 庶子桓雄 數意天下 貪求人世 父知子意 下視三危太伯 可以弘益人間 乃授天符印三箇 遺往理之"
고기(古記)에 이런 말이 있다. 옛날에 환인(桓因)ㅡ제석(帝釋)을 이른다ㅡ의 서자(庶子) 환웅(桓雄)이 계셔 천하에 자주 뜻을 두고. 인간세상을 탐내어 구했다. 아버지는 아들의 뜻을 알고, 삼위 태백산(三危太伯山)을 내려다보니 인간세계를 얼리 이롭게 할 만했다. 이에 천부인(天符印) 세개를 주어, 내려가서 세상 사람을 다스리게 했다."

### 《환단고기》
"後桓雄氏繼興奉天神之詔降于白山黑水之間鑿 子井女井於天坪劃井地於靑丘 持天符印主五事在世理化弘益人間 立都神市國稱培達 擇三七日祭天神忌愼外物閉門自修呪願有功"
후에 환웅씨가 계속하여 일어나 천신(天神)의 뜻을 받들어 백산(白山)과 흑수(黑水) 사이에 내려왔다. 사람 모이는 곳에 천평을 마련하고 청구에 정지를 정했다. 천부인을 지니시고 다섯 가지 일을 주관하시며 세상에 계시면서 교화를 베푸시니 인간을 크게 유익하게 하였다. 또 신시(神市)에 도읍을 세우시고 나라를 배달(倍達)이라 칭했다. 삼칠일三七日을 택하여 천신께 제사지내고 밖의 물건을 꺼리고 근신하며, 문을 걸어 잠그고 스스로 주문을 외우며 몸을 닦아 공이 이루어지기를 바랐다라고 하였다.

### 《고려의종칙서》
"遵尙仙風. 昔新羅, 仙風大行, 由是, 龍天歡悅, 民物安寧. 故祖宗以來, 崇尙其風久矣. 近來, 兩京八關之會, 日減舊格, 遺風漸衰. 自今八關會, 預擇兩班家産饒足者, 定爲仙家, 依行古風, 致使人天咸悅."
선풍(仙風)을 준수하고 숭상하라. 옛날 신라에서는 선풍(仙風)이 크게 행하여져서 이로 말미암아 용천(龍天)이 즐거워하고 기뻐하며 백성과 만물이 안녕하였다. 그러한 까닭에 조종(祖宗) 이래 그 선풍을 숭상한 지가 오래되었다. 근래에 양경(兩京)의 팔관회(八關會)가 날로 예전의 격을 잃어 유풍(遺風)이 점차 쇠하고 있다. 지금부터는 팔관회에서, 양반(兩班)으로 가산(家産)이 풍족한 자를 미리 골라 정하여 선가(仙家)로 삼고 고풍(古風)대로 행함으로써 사람과 하늘로 하여금 모두 기쁨을 다 누리도록 하라.

### 《천지인합일선교》
"우리 민족의 고유종교는 선교이다. 선교는 우리 한민족의 시원(始原)을 함께 하는 근원종(根源宗)으로써... 선교(仙敎)는 고조선 이후 우리 한민족의 뿌리가 되어온 한민족 고유종교固有宗敎이며, 이러한 선교의 역사를 빼놓고는 역사를 논할 수 없는 것이다"

### 《선교소경전1. 선교-선교신앙》
"한민족은 환인상제의 직계자손으로 하늘을 아버지로 섬기는 천손민족(天孫民族)이다. 한민족의 전통과 의례 풍속과 민간신앙 속에는 환인상제님의 교화와 지극한 마음으로 사람이 하늘을 섬기던 고대로부터의 신앙의식이 담겨있다.
우리 한민족은 본래 하느님사상을 본원으로 한다. 일만년에 달하는 한민족의 역사 속에 환인하느님을 섬기는 믿음이 뜨거운 핏줄을 타고 살아 있다. 선교(仙敎)는 환인상제(桓因上帝)를 경외하는 아버지로 신앙하는 천손신앙의 맥을 계승하였다."

### 《고조선연구》
"仙人思想은 고조선의 사상이었는데, 그것이 泰帝國이나 그보다 조금 앞선 시대에 중국에 전달되었음을 말해 주는 것이다.", "고조선의 仙人思想은 중국의 三國시대 이후 道敎가 종교로 성림되면서 중국의 전래사상과 혼합되어 神仙思想으로 그 명칭과 내용이 변모되어 道敎의 중요한 요소를 이루게 되었던 것이다.", "한국이나 중국의 옛문헌에 고조선의 종교는 仙을 추구하는 것으로 나타나있다. 그래서 이를 수행하는 사람을 仙人이라 불렀던 것이다. 따라서 仙을 추구하는 길을 仙道라 했을 것이며 그 가르침을 仙敎라 하였을 것이니 종교의 명칭으로는 <仙敎>라 함이 마땅할 것이다."

### 《민족종교통합연구》
"선교(仙敎)는 천일(天一) · 지일(地一) · 인일(人一)의 삼신일체(三神一體) 즉 도불유일체(道佛儒一體)의 종교(宗敎)이다. 삼신일체(三神一體)가 만사만물(萬事萬物)에 공동작용(共同作用)하면 도불유일체(道佛儒一體)의 선교(仙敎)가 되고 나누면 각각 도교(道敎) · 유교(儒敎) · 불교(佛敎)가 되기도 한다. 그래서 삼신일체(三神一體)를 집일합삼(執一合三) 회삼귀일(會三歸一) 한다고 풀이한다."